# Metanet
Metanet är ett decentraliserat nätverk, likt Freenet i tanken men inte i konstruktion. Metanet försöker dölja andra användares identiteter, och låter dem på så vis erbjuda anonyma IPV4-tjänster.